# 羅曼諾夫後裔
《羅曼諾夫後裔》（英語：The Romanoffs）是一部美國獨立單元類型的網絡電視劇集，由馬修·韋納創作、主編、製作和執導，於2018年10月12日在亞馬遜影片首播。2019年7月，亞馬遜宣佈不再製作第二季。

## 梗概
《羅曼諾夫後裔》每集一個獨立故事，每個故事中都有相信自己是罗曼诺夫后裔的人。

## 演員角色
堇色時分
- 瑪爾特·凱勒（英语：Marthe Keller） 飾 阿努什卡（Anushka）
- 艾伦·艾克哈特 飾 格雷格（Greg）
- 伊內斯·梅拉布（Inès Melab）飾 哈賈爾（Hajar）
- 路易絲·布爾關（英语：Louise Bourgoin） 飾 索菲

皇室與我
- 寇瑞·斯托尔 飾 邁克爾·羅曼諾夫（Michael Romanoff）
- 凱瑞·比什（英语：Kerry Bishé） 飾 雪莉·羅曼諾夫（Shelly Romanoff）
- 珍妮特·蒙哥馬利 飾 米歇爾·威斯布魯克（Michelle Westbrook）
- 诺亚·怀勒 飾 伊萬·諾瓦克（Ivan Novak）

特殊用途之屋
- 克莉絲汀娜·韓翠克絲 飾 奧莉維亞·羅傑斯（Olivia Rogers）
- 伊莎贝尔·于佩尔 飾 雅克琳娜·熱拉爾（Jacqueline Gerard）
- 傑克·休斯頓 飾 薩繆爾·萊恩（Samuel Ryan）
- 邁克·道爾（英语：Mike Doyle (actor)） 飾 布萊恩·諾里斯（Brian Norris）
- 保羅·萊瑟 飾 鮑勃·艾薩克森（Bob Isaacson）

人壽幾何
- 阿曼达·皮特 飾 茱莉婭·韋爾斯（Julia Wells）
- 約翰·斯拉特里 飾 丹尼爾·里斯（Daniel Reese）
- 艾米麗·拉德 （Emily Rudd）飾 艾拉·霍普金斯（Ella Hopkins）
- 喬恩·坦尼 飾 埃里克·福特（Eric Ford）
- 瑪麗·凱·普萊絲（英语：Mary Kay Place） 飾 瑪麗蓮·霍普金斯（Marilyn Hopkins）
- 邁克爾·奧尼爾（英语：Michael O'Neill (actor)） 飾 羅恩·霍普金斯（Ron Hopkins）

光鮮隱秘的高級圈子
- 戴安·琳恩 飾 凱瑟琳·福特（Katherine Ford）
- 榮·利文斯通 飾 亞歷克斯·邁爾斯（Alex Myers）
- 安德魯·蘭內斯 飾 大衛·巴頓（David Patton）
- 卡拉·博諾（英语：Cara Buono） 飾 黛比·紐曼（Debbie Newman）
- 妮可·艾瑞·派克 飾 謝麗爾·戈恩斯（Cheryl Gowans）

墨城萬相
- 胡安·巴勃羅·卡斯塔涅達（Juan Pablo Castañeda）飾 阿貝爾（Abel）
- 蕾達·蜜雪兒 飾 維多利亞·海沃德（Victoria Hayward）
- 格里芬·唐恩（英语：Griffin Dunne） 飾 弗蘭克·謝菲爾德（Frank Sheffield）
- 大衛·薩特克利夫（英语：David Sutcliffe） 飾 菲利普·海沃德（Phillip Hayward）

窮途末路
- 凱薩琳·哈恩 飾 安卡·加納（Anka Garner）
- 傑·R·弗格森 飾 喬·加納（Joe Garner）
- 安妮特·莫翰德魯 飾 埃琳娜·埃万諾維奇（Elena Evanovich）
- 可莉·杜瓦 飾 帕特里夏·卡拉漢（Patricia Callahan）

一切的終章
- 休·斯金納（英语：Hugh Skinner） 飾 西蒙·伯羅斯（Simon Burrows）
- 阿黛勒·安德森（英语：Adèle Anderson） 飾 坎迪斯（Candace）
- 赫拉·希爾馬 飾 安丁
- 本·邁爾斯（英语：Ben Miles） 飾 喬治·伯羅斯（George Burrows）
- 约翰·约瑟夫·菲尔德 飾 傑克

## 劇集
| 總集數 | 集數 （季） | 標題                          | 譯名               | 導演      | 編劇                            | 首播日期       |
| ------ | ----------- | ----------------------------- | ------------------ | --------- | ------------------------------- | -------------- |
| 1      | 1           | The Violet Hour               | 堇色時分           | 馬修·韋納 | 馬修·韋納                       | 2018年10月12日 |
| 2      | 2           | The Royal We                  | 皇室與我           | 馬修·韋納 | Michael Goldbach & 馬修·韋納    | 2018年10月12日 |
| 3      | 3           | House of Special Purpose      | 特殊用途之屋       | 馬修·韋納 | 瑪麗·斯維尼 & 馬修·韋納         | 2018年10月19日 |
| 4      | 4           | Expectation                   | 人壽幾何           | 馬修·韋納 | 塞米·切拉斯                     | 2018年10月26日 |
| 5      | 5           | Bright and High Circle        | 光鮮隱秘的高級圈子 | 馬修·韋納 | Kriss Turner Towner & 馬修·韋納 | 2018年11月2日  |
| 6      | 6           | Panorama                      | 墨城萬相           | 馬修·韋納 | Dan LeFranc & 馬修·韋納         | 2018年11月9日  |
| 7      | 7           | End of the Line               | 窮途末路           | 馬修·韋納 | 安德烈 & 瑪麗亞·傑奎梅頓        | 2018年11月16日 |
| 8      | 8           | The One That Holds Everything | 一切的終章         | 馬修·韋納 | Donald Joh & 馬修·韋納          | 2018年11月23日 |

## 製作

### 開發

《羅曼諾夫後裔》先行宣傳海報。

2016年10月26日，亞馬遜擊敗六個競爭對手獲得本劇所有權，並直接預訂一整季共8集，整季預算為7千萬美元。本劇由《广告狂人》製作人馬修·韋納創作、主編并執導，聯合溫斯坦影業製作。
2017年10月14日，隨著哈维·温斯坦性侵及性騷擾事件曝光，亞馬遜表示正在審查與溫斯坦影業合作事宜，隨後決定斷絕與該製作公司的所有聯繫。
2017年8月29日，本劇的創作團隊公佈，包括執行製片人及編劇塞米·切拉斯，聯合執行製片人克裡斯·特納·托納、布萊克·麥考密克和凱茜·西里克，以及安德烈·傑奎梅頓和瑪麗亞·傑奎梅頓。該系列幕後創意團隊包括攝影導演克里斯·曼利，服裝設計師珍妮·布萊恩特和溫迪·查克，製片設計師亨利·鄧恩和克里斯托弗·布朗，以及髮型和化妝設計師特蕾莎·瑞雯和拉納·霍羅霍夫斯基。選角團隊包括卡麗·奧迪諾，勞拉·希夫和肯德拉·克拉克。
2018年7月28日，亞馬遜在年度電視評論家協會上公佈本劇將於2018年10月12日首播。

### 選角
2017年8月4日，伊莎贝尔·于佩尔、克莉絲汀娜·韓翠克絲、約翰·斯拉特里、傑克·休斯頓、阿曼达·皮特和瑪爾特·凱勒加入主演陣容。幾天後艾伦·艾克哈特確定參演。9月，寇瑞·斯托尔、安德魯·蘭內斯、邁克·道爾、约翰·约瑟夫·菲尔德、珍妮特·蒙哥馬利和保羅·萊瑟加入主演陣容。10月31日，戴安·琳恩確定出演本劇。
2018年3月6日，報道稱诺亚·怀勒將出演本劇其中一集。6月26日，赫拉·希爾馬將參演本劇其中一集《一切的終章》。7月28日，報道稱凱薩琳·哈恩、凱瑞·比什、傑·R·弗格森、本·邁爾斯、瑪麗·凱·普萊絲、格里芬·唐恩、卡拉·博諾、榮·利文斯通、喬恩·坦尼、可莉·杜瓦、蕾達·蜜雪兒、休·斯金納、胡安·巴勃羅·卡斯塔涅達、艾米麗·拉德、阿黛勒·安德森、安妮特·莫翰德魯、路易絲·布爾關、伊內斯·梅拉布將客串出演。8月14日，邁克爾·奧尼爾和大衛·薩特克利夫確認參演劇集。

### 拍攝
《羅曼諾夫後裔》中每一集均攝製於歐洲、北美洲和亞洲的不同城市——個別劇集甚至不止一座——其中包括：法國巴黎，捷克布拉格，加拿大多倫多，美國邁阿密、紐約、洛杉磯，墨西哥墨西哥城，羅馬尼亞康斯坦察，英國倫敦和中國香港。2018年3月14至18日期間，攝製組在羅馬尼亞康斯坦察取景拍攝故事背景設定在俄羅斯海參崴的第7集《窮途末路》。

## 宣傳與發行
2018年7月28日，第一支先行預告片公佈。8月14日發佈第二支先行預告片。8月29日，亞馬遜公佈本劇先發劇照，以及第一季的劇集標題、梗概、首播日期和每集主要演員。9月12日，官方正式預告片公佈。

## 資料來源
1. ↑  D'Alessandro, Anthony. . Deadline. 2019-07-27  [2019-07-27]. （原始内容存档于2019-07-27）.
2. ↑  Stanhope, Kate. . 好萊塢報道. 2017年8月29日  [2018年8月14日]. （原始内容存档于2021-02-11） （美国英语）.
3. ↑  . 美國編劇工會.   [2019-06-12] （美国英语）.
4. 1 2  Nemetz, Dave. . TVLine. 2018年8月29日  [2018年8月31日]. （原始内容存档于2018-08-29） （美国英语）.
5. ↑  Andreeva, Nellie; Fleming Jr, Mike. . Deadline Hollywood. 2016年10月26日  [2018年8月14日]. （原始内容存档于2020-12-20） （美国英语）.
6. ↑  Andreeva, Nellie. . Deadline Hollywood. 2017年10月11日  [2018年8月14日]. （原始内容存档于2021-03-14） （美国英语）.
7. ↑  Andreeva, Nellie. . Deadline Hollywood. 2017年12月17日  [2018年8月14日]. （原始内容存档于2020-11-26） （美国英语）.
8. ↑  Petski, Denise. . Deadline Hollywood. 2017年8月29日  [2018年8月14日]. （原始内容存档于2021-02-11） （美国英语）.
9. 1 2 3  Haring, Bruce. . Deadline Hollywood. 2018年7月28日  [2018年8月14日]. （原始内容存档于2019-03-31） （美国英语）.
10. ↑  Andreeva, Nellie. . Deadline Hollywood. 2017年8月4日  [2018年8月14日]. （原始内容存档于2021-02-12） （美国英语）.
11. ↑  Petski, Denise. . Deadline Hollywood. 2017年8月9日  [2018年8月14日]. （原始内容存档于2021-02-13） （美国英语）.
12. ↑  Petski, Denise. . Deadline Hollywood. 2017年9月15日  [2018年8月14日]. （原始内容存档于2020-12-02） （美国英语）.
13. ↑  Petski, Denise. . Deadline Hollywood. 2017年10月31日  [2018年8月14日]. （原始内容存档于2021-02-11） （美国英语）.
14. ↑  Goldberg, Lesley. . 好萊塢報道. 2018年3月6日  [2018年8月14日]. （原始内容存档于2021-02-25） （美国英语）.
15. ↑  Tartaglione, Nancy. . Deadline Hollywood. 2018年6月26日  [2018年8月14日]. （原始内容存档于2020-11-30） （美国英语）.
16. 1 2  Ramos, Dino-Ray. . Deadline Hollywood. 2018年8月14日  [2018年8月17日]. （原始内容存档于2020-11-28） （美国英语）.
17. ↑  Longwell, Todd. . 《綜藝》. 2019-05-30  [2019-06-12]. （原始内容存档于2021-03-02） （美国英语）. Each episode of the eight-part anthology series was shot in a different city — sometimes more than one, with locations including Paris, London, Los Angeles, Hong Kong, New York, Mexico City, Toronto, Miami, Prague and Constanta, Romania.
18. ↑  Predescu, Feri. . Evenimentul Zilei. 2018年3月14日  [2018年8月14日]. （原始内容存档于2018-06-13） （罗马尼亚语）.
19. ↑  Gavrilas, Calin. . Adevărul. 2018年3月14日  [2018年8月14日]. （原始内容存档于2018-06-13） （罗马尼亚语）.
20. ↑  Ramos, Dino-Ray. . Deadline Hollywood. 2018年9月12日  [2018年9月23日]. （原始内容存档于2020-10-27） （美国英语）.
21. ↑  Amazon Prime Video. . Youtube. 2018年9月12日  [2018年9月23日]. （原始内容存档于2022-05-30） （美国英语）.

## 外部連結
- 亞馬遜影片（prime video）上《羅曼諾夫後裔》的主頁（英文）
- 互联网电影数据库（IMDb）上《羅曼諾夫後裔》的资料（英文）
- 爛番茄上《羅曼諾夫後裔》的資料（英文）